# Zwitserse Congregatie
De Zwitserse congregatie is een Benedictijnse Confederatie, bestaande uit een groep kloosters van de de orde van sint Benedictus in Zwitserland, of met belangrijke historische Zwitserse connecties.

## Oprichting
De congregatie werd opgericht naar aanleiding van de komst van een pauselijke gezant die in 1602 naar Zwitserland kwam met een significante hervormingsagenda. Van de negen Benedictijnse kloosters die de reformatie hadden overleefd, voegden zeven zich in 1604 bij de Zwitserse congregatie. De abdij van Disentis werd geweigerd in verband met een gevoelige politiek-religieuze situatie in Graubünden, maar werd in 1617 alsnog aanvaard.
De abdij van Beinwil was in 1554 opgeheven hoewel de gemeenschap nog steeds voortleefde. Nadat werd besloten om deze nieuw leven in te blazen, vond de heroprichting plaats in de abdij van Mariastein, die in 1647 toetrad tot de congregatie.
De congregatie omvat sinds 1647 de volgende Benedictijnse kloosters in Zwitserland:
- Abdij van Einsiedeln (mei 1602)
- Abdij van Fischingen (mei 1602)
- Abdij van Muri (mei 1602)
- Abdij van Sankt Gallen (mei 1602)
- Abdij van Pfäfers (november 1602)
- Abdij van Rheinau (1603)
- Abdij van Engelberg (1604)
- Abdij van Disentis (1617)
- Abdij van Mariastein (1647)

## Veranderingen
Alle abdijen in Zwitserland werden opgeheven als gevolg van de Franse Revolutie in 1798, maar werden hersteld door een decreet van Napoleon in 1803. Alleen voor de abdij van Sankt Gallen was dit niet het geval, omdat de abt weigerde de daarvoor geëiste concessies te doen.

## Huidig lidmaatschap
Tegenwoordig zijn de volgende kloosters lid van de Zwitserse congregatie:
- Abdij van Einsiedeln
- Priorij van Fischingen (heropgericht in 1977)
- Abdij van Engelberg abdij
- Abdij van Disentis
- Abdij van Marienberg (sinds 1931; in Zuid Tirol)
- Abdij Mariastein (heropgericht in 1970/71)
- Abdij van Muri-Gries (sinds 1845 in Zuid Tirol; hoofd van de congregatie)